# Tristan Oliver
Tristan Oliver ist ein britischer Kameramann, der vornehmlich für Animationsfilme tätig ist.

## Leben
Nach seinem Studium an der Universität von University of Bristol und der Bristol Film School realisierte Tristan Oliver 2000 gemeinsam mit Frank Passingham und Dave Alex Riddett den Knetanimationsfilm Chicken Run – Hennen rennen. Auch bei Wallace & Gromit – Auf der Jagd nach dem Riesenkaninchen aus dem Jahr 2005, für den Oliver mit Dave Alex Riddett zusammenarbeitete, handelt es sich um einen Knetanimationsfilm. Mit Riddett drehte er auch den als Vorfilm gezeigten Kurzfilm Die Madagascar-Pinguine in vorweihnachtlicher Mission.
2009 folgte die Arbeit für den Animationsfilm Der fantastische Mr. Fox von Wes Anderson und 2012 für den Animationsfilm ParaNorman von Chris Butler und Sam Fell, die beide in der Kategorie Bester Animationsfilm für einen Oscar nominiert waren.
Bei Loving Vincent von Dorota Kobiela und Hugh Welchman, der als der erste Animationsfilm in Spielfilmlänge gilt, bei dem Bild für Bild mit realen Personen gedrehte Szenen in Öl nachgemalt wurden, fungierte er ebenfalls als Kameramann. Hiernach arbeitete Oliver wieder für Wes Anderson als Kameramann für den Animationsfilm Isle of Dogs – Ataris Reise, der im Februar 2018 im Rahmen der Internationalen Filmfestspiele Berlin seine Premiere feierte.

## Filmografie (Auswahl)
- 2000: Chicken Run – Hennen rennen (Chicken Run)
- 2005: Wallace & Gromit – Auf der Jagd nach dem Riesenkaninchen (The Curse of the Were-Rabbit)
- 2007: The Weatherman
- 2009: Der fantastische Mr. Fox (Fantastic Mr. Fox)
- 2012: ParaNorman
- 2017: Loving Vincent
- 2018: Isle of Dogs – Ataris Reise (Isle of Dogs)
- 2021: Wo ist Anne Frank (Where Is Anne Frank)
- 2023: Drei Gänge und ein Todesfall (The Trouble with Jessica)